# ماری-لوئیس هامونت
ماری-لوئیس هامونت (به انگلیسی: Marie-Louise Haumont) نویسنده اهل بلژیک بود. او در سال ۱۹۷۶ جایزه فمینا را برای رمانش به نام راه (Le Trajet) دریافت کرد.
او سردبیر روزنامه کمبا در پاریس در طول جنگ جهانی دوم بود.

## آثار
- Comme ou la journée de Madame Pline، پاریس، NFR، گالیمارد، ۱۹۷۴[۲]
- Le Trajet، پاریس، NFR، گالیمارد، ۱۹۷۶،[۳] جایزه فمینا
- L'Éponge، پاریس، NFR، گالیمارد، ۱۹۸۱